# 2channel
2channel（日语： ni channeru），又稱為2ch、Channel 2、2ch.net，是日本過去的匿名文字討論板，由西村博之於1999年所創。它是「日本最受欢迎的网络社区，每天用戶數約有1000萬人」，影響力與廣播、電視及報刊等傳統媒體不相上下。2channel在2007年為世上最大型的文字討論板，用戶每天平均建立約250萬篇貼文，年收入约为1億日元。
與其他社交媒體相比，2channel及其後繼網站於日本有頗大爭議，日本極右派人士經常在這些網站出沒（因此又稱為網路右翼），發表主要是針對韓國的仇外言論。此外輿論亦關注於網站上出現的诽谤言論。截至2008年8月，西村已因网站上的诽谤言論而收到一百多起诉讼。犯罪預告同為輿論的焦點。東京警視廳於2012年指控2channel默许安非他命贩子利用該平台從事不法行為，但沒有就此提告之。
美國旧金山的吉姆·瓦特金斯曾為此一網站提供託管和域名註冊服務。2009年，網站的所有權轉交給了Packet Monster公司，但西村仍掌握對網站的控制權。2014年2月，瓦特金斯凍結了2ch.net這域名，致使西村失去2channel的管理資格，最終演變成兩塊自稱為「合法的2channel」的文字討論板同時存在的情況——一塊為瓦特金斯以Loki Technology公司名義持有的5channel（日语： go channeru，域名5ch.net），另一塊則為西村以Packet Monster公司名義持有的2ch.sc。
2007年9月，2channel用戶每天平均建立超過240萬篇貼文。截至2020年7月，5channel共有1031塊留言板。週末日均約270万篇貼文——自2016年3月起幾乎沒出現任何成長。而2ch.sc則有826塊留言板，用戶每日平均建立約5700篇貼文。

## 歷史

### 前身
像2channel般的文字討論板建基於兩種較早期的技術——日本的草根BBS（拨号BBS）和Usenet。奇異世界（由芝雅之於1996年建立）和Amezou（於1997年建立）皆為2channel的前身。奇異世界是日本首個大型匿名BBS，而Amezou的版面則更接近於「文字討論板」——当中討論串会按着最新回應的時間先後排序。奇異世界於1998年關閉，致使大量原用戶改用Amezou：1999年5月，西村在Amezou的一篇貼文上為自身的2channel做宣傳，稱之為「Amezou的第二頻道」。自6月開始，Amezou的伺服器越来越无法應付日漸增長的流量:260，同時其持有人的個人資料亦被惡意洩露，決定把網站關掉:260。

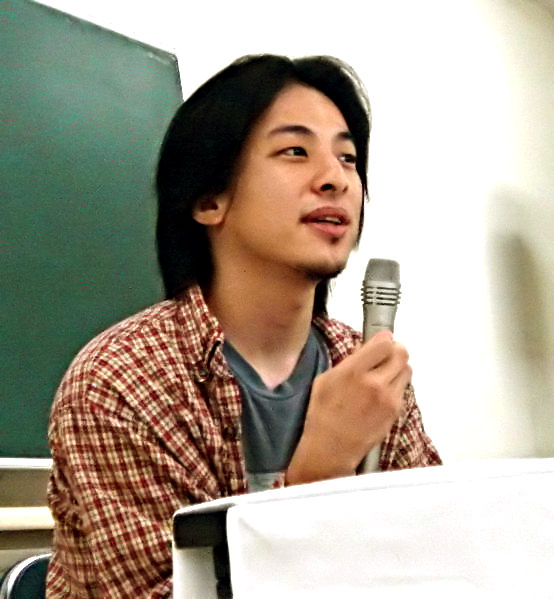
西村博之於中阿肯色大學就讀時建立了2channel

### 早期歷史
1999年，西村博之在美國阿肯色州中阿肯色大學的大學公寓建立了2channel。這網站很快便取得成功：很多Amezou用戶在其建立伊始便使用之。2channel在功能上跟其他BBS大致相同。而其能夠成功的原因則在於「容許人畅所欲言」——由於網站本身立足於美國，故其能繞過日本那邊更為嚴格的審查規定，同時亦容許身在日本的人存取之。此一特點也有助2channel規避日本方面的法律行動。2002年，Google指出在日本得到最多搜尋的字眼即為「2channel」。到了2004年，2channel已成為日本最大型的互聯網論壇。
「2channel」一名源於甚高頻第二頻道——早期遊戲主機（比如任天堂的红白机）在透過射頻調制器接上日本電視時的默認設定。此外2channel亦有把自身認作Amezou的第二頻道之意:266。網站的標誌參考自一些奇異世界原用戶對於早期2channel的嘲讽——他們批評2channel無異於痰盂:271。西村在2002年接受了這稱號，並把痰盂當作網站的標誌使用。
最遲在2004年開始，前美軍士官（上士）、域名注册者、专有服务器服务提供者吉姆·瓦特金斯以一系列公司的名義負責寄存2channel，比如Big-server.com公司、跨太平洋網際網路交換有限公司（Pacific Internet Exchange LLC）、N. T. Technology公司。在有關寄存開始之前，瓦特金斯的公司以在美國寄存未經審查的日本色情網站為主要業務。

### 所有權轉讓與政府關注

正在談論握手會的2ch討論串

2009年1月2日，西村宣稱2channel的所有權轉交給了位於新加坡牛車水的Packet Monster公司，自身亦不會再涉足網站的管理事務。不過在2012年12月20日，日本當局指控西村涉嫌違反麻藥管制法。警視廳同時稱，西村仍在涉獵網站的營運事務，而Packet Monster公司只是一間空殼公司。警視廳表示，最大問題在於西村沒有把慫恿2channel用戶於線上購買安非他命的貼文刪掉；警視廳旗下部門互聯網熱線中心於2011年時表示，在它向2channel提出的5,223項刪除請求當中，97%並沒有受理。檢察廳於2013年3月19日決定不起訴此案。
國稅廳在2013年8月的稅務審計中表示，西村在2009年至2012年期间因為以Packet Monster公司的名義持有2channel，而沒有如實申報網站的收入，涉及金額達1億日元。西村最後以支付3000萬日元的欠稅來解決此事。

### 個人資料洩漏事件
2013年8月，一名攻擊者以「sassy ecchi」（さっしーえっち）名義洩漏數萬名2channel用戶的個人資料（包括名稱、電話號碼、現實地址）和发卡行识别码。這些用戶都使用過2channel的付費服務。政治家、作家等名人的匿名资料於事件中一併流出，律師唐澤貴洋和AKB48一名員工亦成為是次資料洩漏的受害者。是次事件於網上公開了超過74000名用戶的個人資料。
在是次事件中，攻擊者的攻擊對象主要是付費服務「2channel viewer」（2ちゃんねるビューア，暱稱 maru）。其主要功能在於使用戶能夠查看舊有的討論串；若討論串達至1000篇貼文，那麼系統就會將其「删.dat」（dat落ち），然後把其轉移到過去記錄（過去ログ）當中，之後該討論串就不能再公開存取。要使用這一服務，用戶則需繳付3600日元的年費。他們一般以信用卡的形式付款；有關付款記錄便成了數據洩漏的源頭。
在洩漏事件發酵時，瓦特金斯就此代表公司向受影響者致歉，並表示自身是「網絡攻擊」的受害者、「我客戶的一些數據為人洩露」。

### 域名凍結與分裂
2014年2月19日，吉姆·瓦特金斯凍結了2channel的域名，並解除西村的管理資格，全面取得網站的控制權。他在取得有關權限不久後，便開放「過去記錄」予所有用戶存取。
瓦特金斯宣稱，西村一直沒向其付上足夠的錢，故為了抵消這筆欠債，只好凍結該域名；西村則反稱其一直有在付上足夠的金額，而瓦特金斯的所作所為不過是非法的域名劫持。西村於是另行創立其自身的2channel（2ch.sc），並以抓取网页的方式把整座2ch.net網站的內容連帶之後的更新都抓過去。西村在4chan的Q&A討論串上宣稱瓦特金斯偷走了2channel。
西村嘗試透過世界知识产权组织的域名争议解决政策和日本裁判所取回域名。日本特許廳確認西村持有「2channel」商標；而世界知识产权组织則拒絕受理這單案件，並認為這並非商業糾紛，而是域名搶注，故應透過法庭解決。
吉姆的兒子罗恩·瓦特金斯於2016年在日本註冊了「5channel」這一商標。2017年10月1日，2ch.net開始重定向至Loki Technology公司所持有的5ch.net。Loki Technology公司的主席同為吉姆·瓦特金斯。其妻子莉齐尔（Liziel）則為它的财务主管和大股东。一篇新聞稿指出，西村持有「2channel」商標，管理員決定把網站名稱更改為5channel，以免日後再出現法律爭議。

## 文化

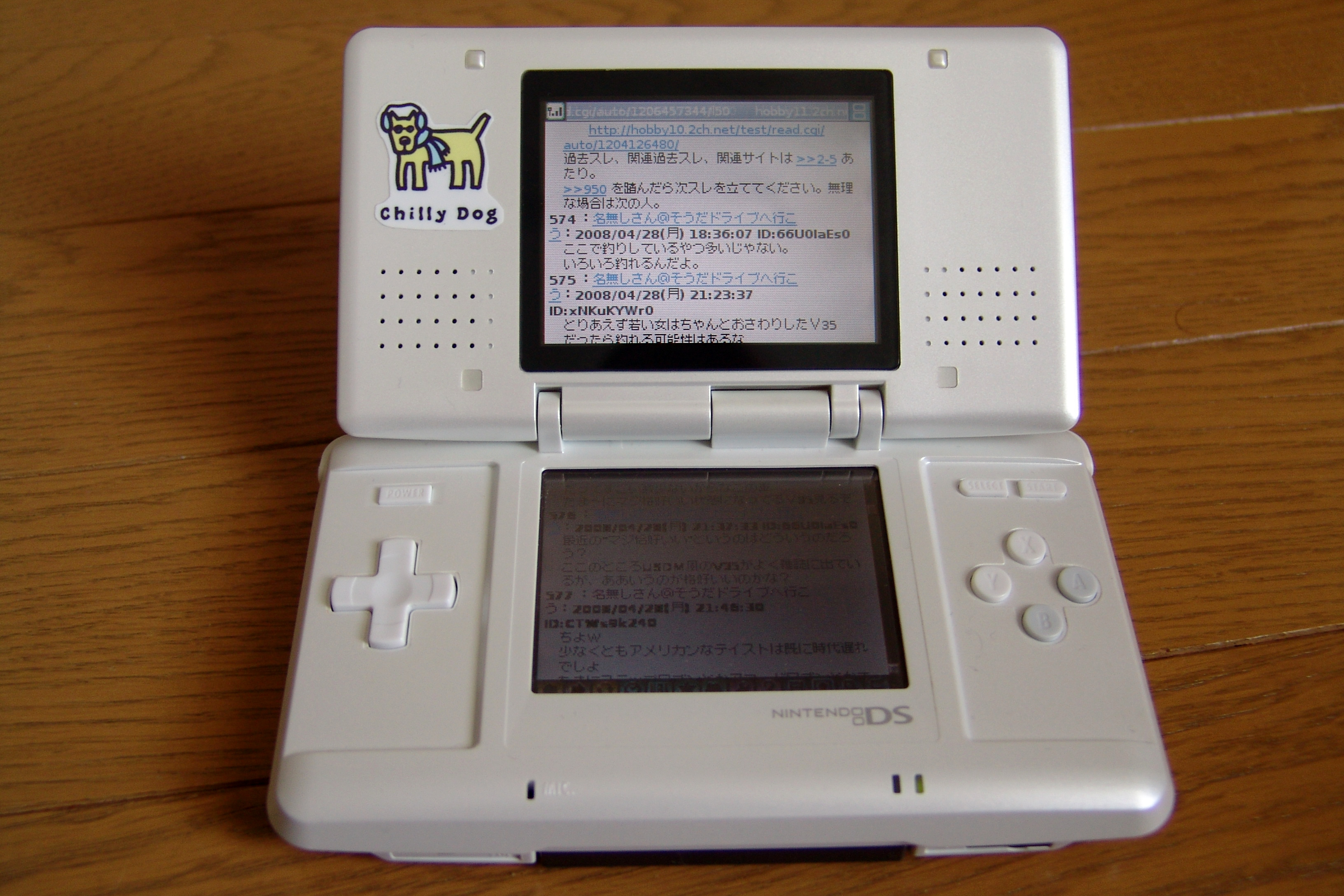
經由Nintendo DS Browser存取的2channel討論串

由於2channel的留言板種類繁多，故用戶的討論範圍十分廣泛。當中一些留言板以运动、性、電腦编程、明星绯闻、近期發生的地震為主題。一些學術研究甚至把2channel當作起步點。

### 匿名制度
匿名留言制度為2channel的特色。西村在接受《日本媒體評論》（Japan Media Review）訪問時，解釋了為何其偏好於線上匿名：
如果有用户ID附在用戶身上，那麽一場討論往往就會成了互相批評的遊戲。而在匿名制底下，即使你的資訊／意見受人批評，你也不會知道該跟誰翻臉。此外有了用戶ID後，一些長期參與網站事務的人往往較權威，致使其他用戶很難對其表示異議。在完美的匿名制底下，若某用戶的發言真的很無趣，你就可以直接了當地跟人說『好無聊啊』。所有資訊一律平等對待：一切以理服人。
不過像西和彥般的批評者經常批評2channel等匿名文字討論板，指其性質無異於廁所塗鴉（便所の落書き）。2channel的匿名制度使之異於大多數英語网络论坛——後者一般都需要註冊，而且不少會要求用戶透過電郵確認身份。它的匿名制度在一定程度上影響了4chan。2channel雖提供姓名欄予用戶自定發言時的網名，但用戶很少會用到此一功能:PT26。不過2channel亦禁止用Tor網絡等开放代理的用戶發言。管理員在必要時會協助執法者鎖定用戶身份。

### 收入
儘管2channel及其後繼網站都是商業營運，但2channel的內容主要由志願者負責更新。廣告則大多由「不知名的」公司提供。2007年，該網站的年收入約為1億日元。在2009至2012年期間，西村把2亿日元的廣告收入轉移到其於新加玻開設的空殼公司。
电通等公司早在2004年起就挖掘該網站的数据，以讓其客戶知道2channel用戶怎樣評價自身。到了2006年，电通為其客戶分析的內容當中，有75%來自2channel。
2channel亦以像「2channel viewer」般的付費訂閱服務盈利。5channel則有稱為「浪人」的付費訂閱服務。用戶在訂閱此一服務後，便可以於日本以外的地方留言，並且不會再於網站上看到廣告。

#### 統整
2channel在過去容許任何人自由使用它的數據，並把這些數據以易于解析的格式向大眾開放。這使得第三方程式設計師能夠更容易地為2channel製作擁有發帖和閱覽功能的專用瀏覽器（専用ブラウザ）。此外由於其選擇開放數據，故一些統整網站和聯盟部落格（アフィブログ）亦相繼而生，它們整合了2channel的討論串，並嘗試將「高質內容」抽出，呈現在用戶面前。2007年，西村由於對此類網站愈發不滿，故於2channel上加開了/poverty/板，於此討論板開設的討論串都會自動加上「轉載禁止」（転載禁止）四字，很多用戶紛紛放棄其他討論板，改用/poverty/板。
瓦特金斯於2014年3月定下了一項首要任務：打擊第三方統整網站對2channel的侵權行為。他為很多使用率高的版面都加上「轉載禁止」字句。統整網站會抽走2channel一部分流量，有些統整网站擁有超过1亿次的月浏览量；某統整網站更使其持有人月賺30萬日元。瓦特金斯在2015年3月限制第三方存取2channel的數據，要求專用瀏覽器設計者使用特殊的API存取2channel的討論串數據。他在5channel延續了這項措施。

### 現象

#### 電車男
電車男是一則日本故事，其於之後改編成電影、電視劇、漫畫等。它的內容大致如下：有23歲男子在2channel發文，指在鐵路列車（日文寫作「電車」）上救了一個被醉漢性骚扰的女性。之後開始與該女性約會，並在2channel持續更新與她相處的情況，故事是否真確存有爭議:27。

#### Shift_JIS藝術
2channel及後繼網站都是文字討論板，用戶不能張貼圖片，但會以Shift_JIS藝術這種更生動的ASCII藝術代替之。以下是Shift_JIS藝術的一小部分例子：

## 爭議

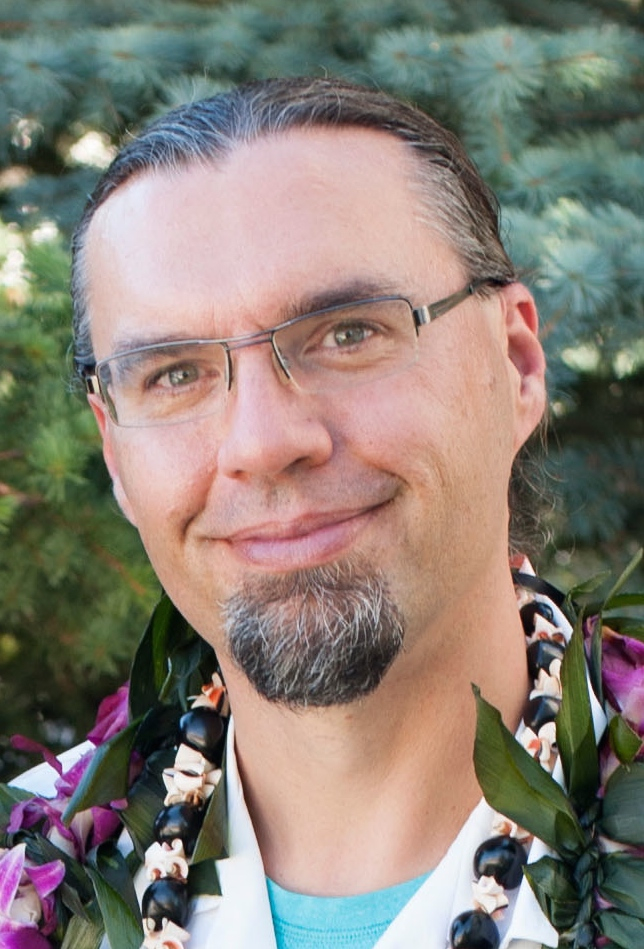
有道出人（上圖）在西村拒絕刪除稱其為白人至上主义者的诽谤貼文後，把事件提告至法院，法院最終於2006年判有道勝訴，並裁定2channel需向其賠償110万日元

### 诽谤与法律问题
西村在管理2ch.net期間，經常公開對日本法律表示不滿，特別是有關诽谤的規定和他需對此付上的責任。他在2007年3月對《讀賣新聞》表示：
我不打算向我認為其法律不應受尊重的国家给錢。只要他们不判我死刑，我就不会退缩。
截至2008年5月，西村在日本民事法院输掉了五十多场诽谤诉讼，并被判处数百万元的罚金。同年8月，西村表示他總計收到了一百多起訴訟。虽然網站上已明確寫明不容許诽谤中傷，但像有道出人般的活動家宣稱，該網站並沒有回應其刪除請求，而且會將寄過去的有關信件都退回。在2channel的所有權轉交給了Packet Monster公司後，有道仍未收到法院判處的任何罰金。他在一篇专栏文章中写道，西村轉移資產的目的只是為了「逃避責任」。虽然当时西村一直没有支付法院所下定的任何賠償金，但2010年有原告成功藉西村某本書的出版商追討賠償金。

### 犯罪預告
犯罪預告（犯行予告）不時在2channel上出現——部分人會在2channel上預告自身將會參與謀殺等行為。在2000年西鐵巴士劫持事件（某男子先在2channel預告有關劫持行動，然後實行之）發生後，警方開始定期監視2channel：這類型的監控只於2008年秋葉原殺人事件發生後有所加強，當中犯人同樣在2channel上預告自己將會殺人。前警視廳總監樋口建史曾稱2channel為「罪惡溫床」。不過《日本時報》指出，2channel會跟警方一同合作，向他們公開疑犯的IP地址。
有關情況亦出現在5channel上：有推測指京都動畫縱火案的犯人曾在5channel上預告縱火。

### 民族主義與仇恨言論
2channel因其龐大的規模和匿名制度，難免充斥着對公眾人物、機構、少數族裔的誹謗和仇恨言論。2channel的極右派用戶又稱為網路右翼——跟另类右派類近的概念。网站虽有不可違反日本法律的规定，但大量匿名帖致使管理員難以實現之。此外，有时2channel會被指責不願刪去誹謗或仇恨言論貼文:676。一些示威參與者會以讨论板協調示威：比如2channel用戶曾於2011年8月組織了一場集會，抗議富士電視台播太多韓國電視劇。《產經新聞》於2018年報導指，對於網路右翼而言，2channel跟5channel有着差不多的吸引力。
2channel上的網路右翼經常發表針對韓國的種族歧視言論。公眾甚至在2009年發現《朝日新聞》的一名員工於2channel發表這類型的言論。在2011年日本東北地方太平洋近海地震發生之後，2channel亦廣為流傳著一則假新聞，稱中韓兩國的人民正在疏散中心大肆搶掠。

## 技術
2channel原本運行在西村自行編寫的討論區軟件之上，但之後一塊Unix板塊的程式設計師決定為其撰寫新程式——read.cgi。其跟Usenet大有不同；不過其格式在當時的日本文字討論板之中不算突出。
文字討論板軟件中的每塊討論板都會按討論串的最後貼文時間為之排序。貼文會使討論串推上（上げ）討論板目錄的首位。但用戶亦可以「壓下」（下げ）功能阻止上述操作發生。不想討論串引起他人關注的用戶很多都會使用「壓下」功能。

### 大型故障

#### 2010年至2011年韓國黑客組織攻擊
韓國黑客組織因為2channel用戶所發表的仇韓言論，特別是一些針對金妍兒（其在2010年冬季奥林匹克运动会上擊敗日本選手）的言論，而在2010年3月開始對2channel實施分散式阻斷服務攻擊（DDoS），網站在一段長時間內被迫下線。他們亦攻擊了吉姆·瓦特金斯的跨太平洋互聯網交換有限公司，其他與其共享網絡的網站受到牽連，美国政府机构的一些網站也不為例外；估计總損失金額達250万美元。瓦特金斯要求美國政府將事件視為「網路恐怖主義」去調查；他亦表示韓國人的零星DDoS攻擊一直持續到2011年。

#### 2015年8chan攻擊
同由瓦特金斯持有的8chan在2015年1月8日開始受到DDoS攻擊，被迫下線。2ch.net與其共享網絡亦受牽連，被迫下線。对留言板的攻击至少持续到1月13日，令「很多2channel用戶對營運方感到憤怒」。

## 對社會的影響
2007年9月，2channel用戶日均發表超過240萬篇貼文。截至2020年7月，5channel共有1031塊留言板。週末日平均有270萬篇貼文——自2016年3月起幾乎沒出現任何成長。而2ch.sc則有826塊留言板，每日平均約有5700篇貼文。由於其於日本十分受歡迎，故對當地社會亦有一定影響。

### 兒童用戶
未成年人使用2channel的情況於日本當地得到廣泛關注。像KidsGoo般的兒童入門網站會把2channel等文字討論板過濾掉。东京一項地方法規要求互联网服务供应商开发出阻止未成年人存取可能「對其健全發展有不良影響」的網站的过滤器；並規定它們在為住戶安裝網絡之前應確認居住者當中有沒有未成年人。
不過網頁過濾器提供者Net Star在2007年2月發表了一項調查，表示在中小學生互聯網使用者當中，有12.2%曾存取過2channel。文部科學省於2008年為了回應2channel幾串以學校為題，且最終演變成網路霸凌的討論串，而發表了一份長達65頁的手冊，教導家長老師如何應對這種情況。琉球大學的儿童教育教授团队对於儿童和青少年廣泛使用2channel一事感到担忧，故其於2009年發表的一篇論文中就這種情況向立法者提出建議，以望遏制之。
2020年2月，西村在《日刊工業新聞》發表了一篇評論，提醒家長讓孩子無拘無束存取YouTube和2channel等社交平台十分危險。

### 政治家與2channel
時任日本國會議員菅直人於2000年5月10日向2channel發出法律通知，要求其刪除一篇偽冒者的貼文。
日本首相麻生太郎在2007年於富士電視台上表示，其有時會在2channel上發文。每次選舉臨近，2channel上就會頻繁出現支持常年候選人又吉耶穌和赤阪馬克的貼文，使之成為迷因。在经历十多次落選後，赤坂终于2019年4月成為代表港區的東京都議會議員。《朝日新聞》把他的勝選歸功於其線上粉絲。

### 媒體上的2channel
日本新闻机构經常依賴2channel去了解公眾對事物的想法。不過大眾媒體对它的报導偏向負面:23，有關態度亦可見於它們在2009年之前對御宅族文化的報導。記者可能會在報導中用到「網上有人在討論板表示……」（インターネットの掲示板で）這句，當中的「討論板」可指2channel，亦可指其他論壇。在2channel上誕生的運動经常受到媒体關注。它們特別著重於運動參與者的行為如何打破社會規範，以及運動的規模有多大:25、32、35。
2channel的主持人和用户甚至能在電視節目上出現。搞笑藝人太田光就是例子之一，他曾在TBS系的電視節目《SUNDAY JAPON》跟西村討論，批評其有關言論自由适用于社交网络的觀點。
雜誌《諸君！》曾開設名為「麴町網絡天氣監測站」（麹町電網測候所）的專欄，在當中分享2channel上的「愛國」貼文。批評者亦指責由文藝春秋出版的《週刊文春》過於吹捧2channel，並在報導上過份依賴其貼文。

## 備註
1. 1 2  2ch.sc就像以往的2ch.net般，稱自身為。在日語上若要區分兩者，則會在後方加上（2ch.sc）。[20]
2. 1 2  日語為，其性質跟BBS不同，故不能以BBS稱之。
3. 1 2  據官方統計數字。
4. ↑  全稱：  （《國際合作防止藥物犯罪之『麻醉及精神藥物取締法』等法律之特別法》）（页面存档备份，存于）
5. ↑  只有付費用戶能夠在姓名欄中加入「●」，故因此而得名。[49]
6. 1 2  2channel的討論串建基於.dat這個半開放標準。5channel的官方文件 上有着相关例子。（页面存档备份，存于）
7. ↑  Gala為電通旗下企業。
8. ↑  2channel上的討論板就像4chan等受其啟發的網站般，一樣以URLs的結尾來稱呼。
9. ↑  「更具表達性」是指Shift_JIS藝術擁有比起ASCII藝術更大的創作空間，這是因為Shift JIS在編碼上包含更多字符

## 外部連結
- 官方网站（5channel）
- 官方网站（2ch.sc）